# Oldřich Jirsák
Oldřich Jirsák (* 22. července 1947, Hradec Králové) je český vědec, chemik, vysokoškolský pedagog a odborník a průkopník v oblasti nanotechnologií a jejich průmyslové výroby. 
Je autorem mnoha[ujasnit] tuzemských i světových patentů. Podílel se na světově významném objevu technologie Nanospider

## Život

### Dětství a studium
Narodil se v Hradci Králové v rodině, která byla věřící. Jeho prarodičům komunisté v padesátých letech vzali řeznictví s přidruženým obchodem. Spolu s mladším bratrem si už v dětství vydělávali prací na polích u svých strýců. Po ukončení základní školy v Kuklenách pokračoval na Střední všeobecně vzdělávací školu J. K. Tyla. Matematiku a chemii zde učili nadšení a charismatičtí pedagogové, kteří v něm vzbudili značný zájem. Po maturitě v roce 1965 nastoupil na Přírodovědeckou fakultu Univerzity Palackého v Olomouci, kde studoval chemii a matematiku s orientací na pedagogiku.

### Práce
Po úspěšně složených státnic v roce 1970 nastoupil na roční povinou vojenskou službu, odkud přešel do národního podniku Chemlon v Humenném na pozici výzkumný pracovník. Zaměřil na zlepšení kvality syntetických vláken pro textilní průmysl a vylepšení jejich vlastnosti pro nošení, například u dederonu. Během toho se dálkově přihlásil na doktorandské studium na Akademii věd v Bratislavě a navštěvoval konference, publikoval texty v odborných časopisech a postupně se seznamoval s dalšími odborníky v oboru. Kvůli dětem se společně s manželkou rozhodli vrátit zpět do Česka.
Jako renomovaný vědec byl navržen na pozici odborného asistenta na Technické univerzitě v Liberci. V roce 1979 se připojil k výzkumnému týmu profesora Radko Krčmy, kde mohl využít veškeré své znalosti z oblasti vláken. S výzkumným týmem získali řadu poznatků, přičemž nejvýznamnějším objevem bylo vytvoření technologie Struto, která se zakládá na kolmo orientovaných vláknech k ploše textilie. Jako významný výzkumník s mnoha patenty byl opakovaně požádán o vstup do komunistické strany. To vždy odmítal, což ale mělo dopad na jeho profesi. Nemohl se stát docentem, nemohl učit ani vycestovat do zahraničí, avšak práce ho bavila a nikdo mu v ní nebránil.

### Život po sametové revoluci
Po sametové revoluci si mohl udělat doktorát a stal se profesorem. Na univerzitě se stal vedoucím katedry netkaných textilií a později také prorektora pro vědu, výzkum a zahraniční vztahy. Začal rovněž odcestovávat do zahraničí, kde vyučoval a spolu se svými studenty navštěvoval různé zahraniční firmy, kde pomáhali s instalací a spuštěním strojů a technologií, které vynalezli.
Po úmrtí Radko Krčmy, kdy byly patenty související s technologií Struto prodány do USA, se rozhodl zaměřit na nanovlákna. V roce 2002 zahájili vývoj výroby nanovláken a brzy objevili účinný a efektivní způsob zvlákňování z válce. Tuto technologii pojmenovali Nanospider. V létě 2003 podali přihlášku na patent, který obdrželi na začátku roku 2004, a poté uzavřeli licenční dohodu s libereckou společností Elmarco pro první prototyp zařízení. Vedle této technologie je autorem mnoha dalších patentů.
Za svou práci obdržel několik ocenění a vyznamenání. Za vývoj zařízení Nanospider obdržel v roce 2006 Cenu Invence projektu Česká hlava. U příležitosti výročí vzniku Československa 28. října 2008 byl vyznamenán prezidentem Václavem Klausem medailí Za zásluhy II. třídy. Dále byl oceněn Zlatou medailí Technické univerzity v Liberci, Medailí města Liberec nebo Řádem Vavřínu od Hospodářské komory. V roce 2019 obdržel diplom a nominaci na Čestné uznání společnosti Mensa České republiky.

## Ocenění
- Cenu Invence projektu Česká hlava (2006)
- Medaile Za zásluhy  II. stupně (2008)
- Zlatá medaile Technické univerzity v Liberci (2010)
- Medaile města Liberec (2018)
- Řád Vavřínu (2019)